# Уилсон, Тедди
Теодор Шоу (Тедди) Уилсон (англ. Theodore Shaw (Teddy) Wilson 24 ноября 1912, Остин — 31 июля 1986, Нью-Бритен) — американский джазовый пианист. Критик Скотт Янноу писал о нём как о «ярко выраженном пианисте в жанре свинга». Замысловатый и элегантный стиль Уилсона сопровождал таких известных исполнителей, как Луи Армстронг, Лина Хорн, Бенни Гудмен, Билли Холидей и Элла Фицджеральд. Дуэт с Гудменом был, по-видимому, первым примером публичного исполнения расово смешанного музыкального коллектива. В дополнение к своему богатому опыту аккомпаниатора Уилсон также возглавлял собственные группы и записывал сессии со своим участием с конца 1920-х до 1980-х.

## Биография
Изучал фортепиано и скрипку в Институте Таскиги (en:Tuskegee Institute) в г. Таскиги, штат Алабама. Поработав в оркестре Лоуренса Уэбба вместе с Луи Армстронгом, а также побыв некоторое время в оркестре Эрла Хайнса в оркестре кафе Grand Terrace, в 1933 г. Уилсон стал работать в оркестре Chocolate Dandies Бенни Картера. В 1935 вступил в трио Бенни Гудмена (в состав которого, наряду с ним и Гудменом, входил барабанщик Джин Крупа), которое позднее стало квартетом после того, как к коллективу присоединился Лайонел Хэмптон. Вступив в это трио, Уилсон стал первым чёрным музыкантом, вошедшим в джазовый коллектив, который до того состоял только из белых.
Известный джазовый продюсер и писатель John Hammond сыграл важную роль в том, чтобы Уилсон заключил контракт со звукозаписывающей компанией Brunswick. Начиная с 1935 г. Уилсон записал для неё ряд популярных мелодий с тем, чтобы использовать их в музыкальных автоматах. Он записал 50 песен с такими исполнителями, как Лина Хорн, Хелен Уорд и Билли Холидей, включая ряд популярных хитов последней. В эти годы он также принимал участие во многих популярных джазовых сессиях с такими видными музыкантами в жанре свинга, как Лестер Янг, Рой Элдридж, Чарли Шейверс, Ред Норво, Бак Клейтон и Бен Уэбстер.
В 1939 г. Уилсон образовал джаз-банд, который просуществовал недолго. После этого в 1940—1944 г. возглавлял секстет в en:Café Society. Ховард «Стретч» Джонсон прозвал его «Красный Моцарт» за поддержку левых инициатив; в частности, Уилсон выступал на благотворительных концертах в пользу журнала en:The New Masses и для сбора денег в поддержку СССР во время войны, а также возглавлял Комитет деятелей искусства в поддержку кандидатуры афроамериканского активиста Бенджамина Дэвиса (en:Benjamin J. Davis) в городской совет Нью-Йорка (тот был избран в 1943 г.). В 1950-е гг. преподавал в en:Juilliard School. В 1955 г. появился в краткой камео-роли в фильме «История Бенни Гудмена». Также был музыкальным режиссёром шоу Дика Кэветта (Dick Cavett Show).
В 1960—1970-е гг. вёл тихую жизнь в пригороде г. Хилсдейл (en:Hillsdale, New Jersey), штат Нью-Джерси. Выступал в качестве солиста и приглашённого участника различных оркестров до самого конца жизни.

## Избранная дискография
- 1949: Teddy Wilson Featuring Billie Holiday
- 1956: I Got Rhythm
- 1956: Pres and Teddy
- 1959: "Gypsy" in Jazz
- 1970: Helen Sings, Teddy Swings
- 1972: With Billie in Mind
- 1972: Moonglow (Black Lion)
- 1973: Runnin’ Wild (Recorded live at the Montreux Festival) (Black Lion)
- 1976: Live at Santa Tecla
- 1976: «Three Little Words»
- 1980: Teddy Wilson Trio Revisits the Goodman Years
- 1990: Air Mail Special

Как участник джазовых коллективов:
- 1933—1942: Billie Holiday, The Quintessential Billie Holiday (Volumes 1-9)
- 1935—1939: Benny Goodman, The Complete RCA Victor Small Group Recordings
- 1938: Benny Goodman, The Famous 1938 Carnegie Hall Jazz Concert